# بلوتو (مانغا)
بلوتو (باليابانية: プルートウ، بالروماجي: Purūtō) مانغا يابانية من تأليف ورسم ناوكي أوراساوا. نشرت من عام 2003 إلى 2009 في مجلة يابانية، القصة مقتبسة من آسترو بوي للمؤلف أوسامو تيزوكا، وتحديداً آرك «أعظم روبوت في كوكب الأرض» (باليابانية: 地上最大のロボット).

## القصة
في عالم يشارك فيه الآليين حكم العالم مع البشر نشبت حرب في آسيا الوسطى واسُتعمل فيها أفتك الآليين لإيقافها ولإحلال السلام فيها. وبعد ثلاث سنوات من نهاية الحرب يُقتل الآلي مونبلان ولكن المجازر لم تتمحور على الآليين فقط بل على البشر أيضا حيث تم قتل بعض المناصرين للمساواة بين الآليين والبشر بوحشية وأيضا تم قتل بعض أقوى الآليين في حرب أسيا الوسطى. الغريب في هذه الجرائم أن يتم إيجاد قرنين مغروسين في جمجة الضحية وهنا يبدأ تحقيق غيجشتو شرطي آلي ألماني والذي كان أيضا مشاركا في الحرب لإيجاد القاتل ويكتشف الدوافع والاسباب الخفية.

## الشخصيات
- غيجستو (باليابانية: ゲジヒト)
- مون بلان (باليابانية: モンブラン)
- نورث رقم 2 (باليابانية: ノース2号)
- براندو (باليابانية: ブランド)
- هيرسيلس (باليابانية: ヘラクレス)
- ايبسلون (باليابانية: エプシロン)

## الحلقات
| رقم الحلقة | عنوان الحلقة | تاريخ العرض الأصلي  |
| --- | ------------ | ------------------- |
| 1 | «حلقة 1»     | 26 تشرين الأول 2023 |
| يتم العثور على حُطام آلي سويسري محبوب. وفي تلك الأثناء، يتحرى المحقق "غيجيشت"، المعني بالآليين في الـ"يوروبول"، عن قضية أخرى غريبة ذات صلة. |              |                     |
| 2 | «حلقة 2»     | 26 تشرين الأول 2023 |
| يُعثر على جثة قتيل آخر غُرِس فيها قرنان. ويتواصل "غيجيشت" مع "أتوم"، وهو أكثر الآليين السبعة تطورًا، للمساعدة في تحليل جرائم القتل المتسلسلة.  |              |                     |
| 3 | «حلقة 3»     | 26 تشرين الأول 2023 |
| يُستدعى "عبد الله" من قِبل مفوض الشرطة "تواش" بخصوص مقتل "تازاكي"، ويشتبه "غيجيشت" في تعرّض بياناته للاختراق.                                 |              |                     |
| 4 | «حلقة 4»     | 26 تشرين الأول 2023 |
| يُحضر البروفيسور "أوتشانوميزو" كلبًا آليًّا محطمًا إلى البيت ويحاول إصلاحه. وبعد فترة وجيزة، يزوره في منزله رجل غامض يزعم أنه صاحب الكلب.       |              |                     |
| 5 | «حلقة 5»     | 26 تشرين الأول 2023 |
| بعد توصيل "أدولف هاس" إلى منزل آمن، يبحث "غيجيشت" في ماضيه. وفي تلك الأثناء، يشعر "هركليز" و"إبسيلون" بتهديد غامض يقترب منهما.             |              |                     |
| 6 | «حلقة 6»     | 26 تشرين الأول 2023 |
| يلتقي "غيجيشت" بـ"عبد الله" في "بلاد الفرس" ليتحرى أكثر عن القضية لكنه يكتشف كذبة، ثم يقترب قليلًا من الحقيقة حين يصادف طفلًا آليًّا.          |              |                     |
| 7 | «حلقة 7»     | 26 تشرين الأول 2023 |
| يحاول الدكتور "تينما" استعادة "أتوم" مهما كلفه الأمر، وينصح مسؤول حكومي "إبسيلون" المهموم بالإخلاء لأنه سيكون الهدف التالي.                |              |                     |
| 8 | «حلقة 8»     | 26 تشرين الأول 2023 |
| يراقب البروفيسور "أوتشانوميزو" سلوك "أتوم" الغريب عن كثب. ويواجه الدكتور "تينما" ماضيه وتتكشف الحقيقة التي تثير تهديدًا مدمرًا للعالم أجمع.  |              |                     |

## الجوائز والترشيحات
| قائمة الجوائز والترشيحات | قائمة الجوائز والترشيحات | قائمة الجوائز والترشيحات | قائمة الجوائز والترشيحات | قائمة الجوائز والترشيحات | قائمة الجوائز والترشيحات |
| السنة                    | الجائزة                  | الفئة                    | المستلم                  | النتيجة                  | م.                       |
| ------------------------ | ------------------------ | ------------------------ | ------------------------ | ------------------------ | ------------------------ |
| 2024                     | جوائز أسترا              | أفضل مسلسل أنمي          | بلوتو                    | رُشِّح                      | [ 3 ]                    |
| 2025                     | جوائز كرانشي رول للأنمي  | أفضل فنون خلفية          | بلوتو                    | رُشِّح                      | [ 4 ]                    |
| 2025                     | جوائز كرانشي رول للأنمي  | أفضل أنمي درامي          | بلوتو                    | رُشِّح                      | [ 4 ]                    |

## روابط خارجية
- بلوتو على موقع ANN manga (الإنجليزية)